# 能面

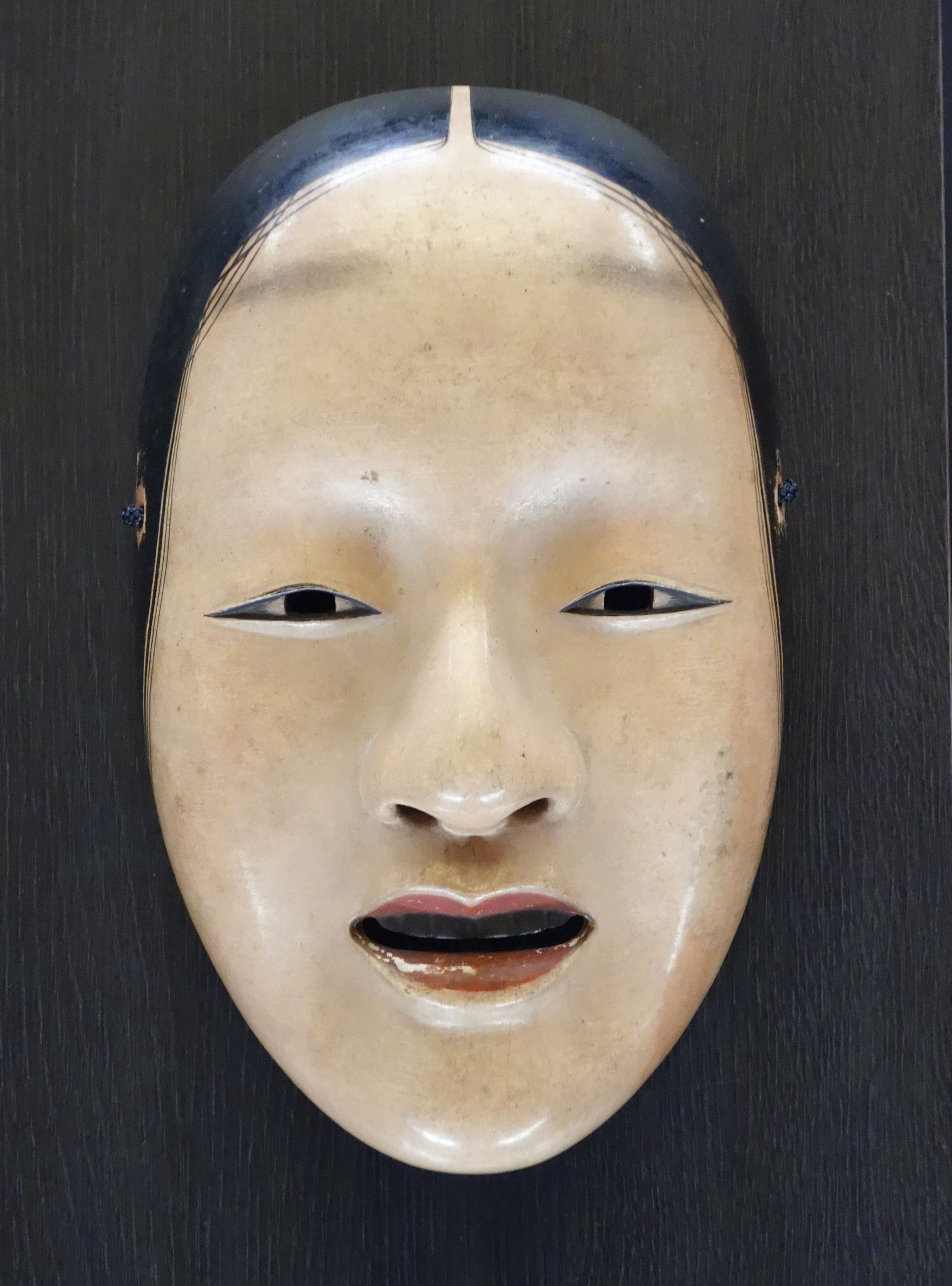
能面「増女」江戸時代、東京国立博物館蔵（金春宗家伝来）、重要文化財。

能面（のうめん）は、能で用いられる仮面である。

## 概要
能面は、能を演ずる際にシテ方が着ける面である。式三番（翁）で用いられる面（式三番面、翁面）は、狭義の能面には含まれないが、能面に含めて呼ぶこともある。本項では翁面についても述べる。
鎌倉時代（13世紀）には、翁猿楽で翁面が用いられていたようであり、これが能面の源流と考えられる。南北朝時代、猿楽・田楽の発展に伴い、能面の創作が始まったとされ、室町時代初期の世阿弥の時代、猿楽（申楽）が大成するのと同時期に、日本各地で優れた面打ちが輩出し、鬼面・女面をはじめとして徐々に面の種類が増えていった。室町時代後期から安土桃山時代にかけて、面の種類が出揃い、曲目と面との対応関係も確立し、能面は完成期を迎えた。江戸時代には、世襲の面打ち家が代々面打ちを行うようになり、この時代になると新たな創作はあまり行われず、室町時代の「本面」を忠実に模作することが中心となった。明治時代には、能楽界が衰微し、世襲面打ち家も絶えた。多くの能面が日本国外に美術品として流出した（→歴史）。
能面を制作することを「打つ」という。材質はヒノキが一般的であり、木取りをした後、最初は荒く、徐々に細かく彫り進め、目鼻口の穴を開けると、面裏の漆塗りをするのが一般的である。彩色に移ると、胡粉や膠を用いて下地・上地を塗り、古色を施し、毛描きなどの工程を経て完成する（→面打ち）。
能楽師は能面を面と言い、面を着用することを「面をかける」「つける」と言う。面は、鬼神や亡霊など超人間的な役、老人と女性の役などに用いられ、現実の壮年の男性の役は、面をかけず、素顔（直面）で演ずるのが原則である（→面と直面）。同じ曲目・役柄でも、流儀によって面の選択の好みがあり、また、面の「位」や、役柄に対する解釈や趣向によって、どのような面を使うかが変わってくる。（→面の選択）。
能楽師は、面を極めて丁重に取り扱う。シテやツレは、楽屋で装束を着けた後、揚幕の奥にある鏡の間で面に向き合い、両手で押しいただく。そして、後見らが紐を張って面をかける（→面をかける作法）。舞台で、面に生きた表情を与えることは技量が求められ、特に女の面は微妙な「中間表情」を持っているとされ、わずかに面を下に向ける（曇ラス）、上に向ける（照ラス）などといった扱い方によって、観客から見た効果が変わってくる（→舞台上の効果）。
現在知られる面の名称は約300、面種は約250に及ぶとされるが、基本の面種は約60種類で、約60種類をそろえれば、約240曲の現行曲のほとんどを上演することができると言われる。役柄によって大まかに分類すると、人間の面は、老体面（尉面）・女体面（女面）・男体面（男面）と分けることができ、その中にも、穏やかな表情のもの（常相面）と、非日常的なすさまじさを持った表情のもの（奇相面）とがある。また、鬼や天狗などの異類の面（鬼面、異相面）もあり、これも老体・女体・男体の異類に分けることができる（→種類）。主な面種の例については、一覧表を参照（→主な面種（能面・翁面）の例）。

## 歴史

### ルーツ
飛鳥時代の推古天皇20年（612年）、百済の味摩之が、呉（中国南部）から伎楽を伝えたとされている。これは仮面である伎楽面を用い、寺院に向かって行列を組むもので、道中で寸劇を演じることもあった。伎楽面は、後頭部まで覆う大型面で、鼻が高いのが特徴である。伎楽面の「呉女」は能面の女性面に影響を与えているとされる。
伎楽に続いて、宮中儀式芸能として舞楽が大陸から伝来した。舞楽面は、伎楽面のように後頭部まで覆うものではなく、小さめである。口のところを上下に切り、口の左右を紐で結ぶ「切り顎」、下顎を紐で吊る「吊り顎」形式のものなどがある。このうち「切り顎」のものは、翁面とも関係があるとされる。

### 翁面の時代
能楽の源流は、翁猿楽（式三番）にあるとされ、翁猿楽が演じられたことを示す最古の記録は、13世紀末の奈良春日大社の祭礼記録にある。1283年（弘安6年）の『春日若宮臨時祭記』には、次の記事があり、猿楽方の諸役の中で翁の役のみが「翁面」と呼ばれている。
式三番に用いられる面は、平安時代末期に創作され、鎌倉時代には完成していたようであり、父尉、翁（白式尉）、三番叟（黒式尉）、延命冠者の4面が用いられていたようである。ベルリン国立民族博物館所蔵の翁面には、面裏の漆の下に弘安元年（1278年）の墨書銘があり、翁面の造形が鎌倉中期には確立していたことが分かる。
なお、後世の言い伝えでは、翁面の最古の作家として聖徳太子、淡海公（藤原不比等または藤原鎌足）、弘法大師（空海）、春日（鞍作止利または稽文会・稽主勲）の4人を「神作」と呼んでいるが、荒唐無稽の説である。
世阿弥の言葉を記した『世子六十以後申楽談儀』には、「面の事。翁は日光打ち。弥勒、打ち手也。」とあり、翁面の優れた打ち手として日光と弥勒の2人が挙げられている。
4面のうち、延命冠者を除く3面は、顎が口の横から切り離されて紐で繋がれた「切り顎」という構造をとっており、他の能面にはない特徴である。切り顎は、声がこもらずに聴こえやすくするための構造とも考えられる。

### 創作期
南北朝時代以降、猿楽・田楽が発展していったが、古来の伎楽面、舞楽面、神像、仏像等の影響を受けながら、能面の創作が始まったとされる。1349年（貞和5年）の四条河原での橋勧進田楽興行では、猿や鬼の面が使用され、同じ年の春日若宮臨時祭で禰宜が演じた田楽能では、龍神や龍王の役が面を着けたことが確認できる。
13世紀から14世紀にかけての初期の能面は、大衆芸能に用いられていたことを反映して、変化に富み、写実的であり、粗野な表情をしている。少女の能面も、口元や目にはっきりした笑いの表情が見られるものであった。能面の初期の彫刻技術は、当時広く演じられていた舞楽の面から取り入れられた可能性があるが、能面は、伎楽面や舞楽面とは異なり、大陸からの原型の忠実な複製ではなく、はっきりと日本人の顔立ちを表していることが特徴的である。
室町時代初期の世阿弥（1363年? - 1443年?）の時代には、猿楽（申楽）が大きく発展し、それと同時期に、日本各地で優れた面打ちが輩出した。近江国では世阿弥が「鬼面の上手」と評した赤鶴（赤鶴吉成一透斎）、同じく「女面の上手」と評した愛智（愛智吉舟）が現れ、越前国では石王兵衛（福来石王兵衛正友）、龍右衛門（石川龍右衛門重政）、夜叉、文蔵（福原文蔵）、小牛（小牛清光）、徳若（徳若忠政）といった面打ちが続き、これらは『申楽談儀』に言及されている。ただ、世阿弥伝書の中に見出すことができる面の呼び名は、翁面のほかには、鬼神系の大べしみ・小べしみ・飛出・鬼面・悪尉、尉面・笑尉、女面、男面と、10種に満たず、後世のような分化はまだ起こっていなかったと考えられる。世阿弥の記述によれば、『鵜飼』の前シテの老人は直面であったといい、男面が出揃った時期は遅かったようである。
安土桃山時代の下間仲孝が著した『叢伝抄』（1596年）は、「面打ち上作之分」として、伝説上の人物から南北朝・室町時代にかけて活躍した偉大な面打ちを挙げて「十作」と呼んでいる。
また、十作に少し時代的に後れ、十作に次ぐ格の面打ちとして、「六作」という呼び方もされた。誰を六作とするかは伝書によって異なるが、増阿弥、千種、福来、宝来、春若、石王兵衛などがこれに当たるとされる。

### 完成期
室町時代後期から安土桃山時代にかけては、面の創作が続けられるとともに、様式が完成してきて、種類もほぼ出揃った。曲目と面との対応関係も確立してきて、下間仲孝が著した能の型付『童舞抄』には、『海士』の前シテ（海士）には「ふかひ・しゃくみ」、後シテ（竜女）には「泥眼」または「ぞう」、「観世には橋姫の面」というように、曲ごとの使用面が書かれている。室町時代の面は本面と呼ばれ、江戸時代以降の能面の理想・規範とされた。
豊臣秀吉は、伝説の名人龍右衛門の3面の「小面」に「雪・月・花」と名付けたと伝えられる。そのうち、月の小面は江戸城で火災に遭って焼失したが、雪の小面は金剛宗家、花の小面は三井記念美術館に伝えられている。
この時代に活躍した面打ちには、伝説上の人物も含め、三光坊、大光坊、般若坊、真角、東江、財蓮、慈雲院、吉祥院、智恩坊、角ノ坊、氷見（日氷）、若狭守など、仏師や僧が多い。

### 模作期

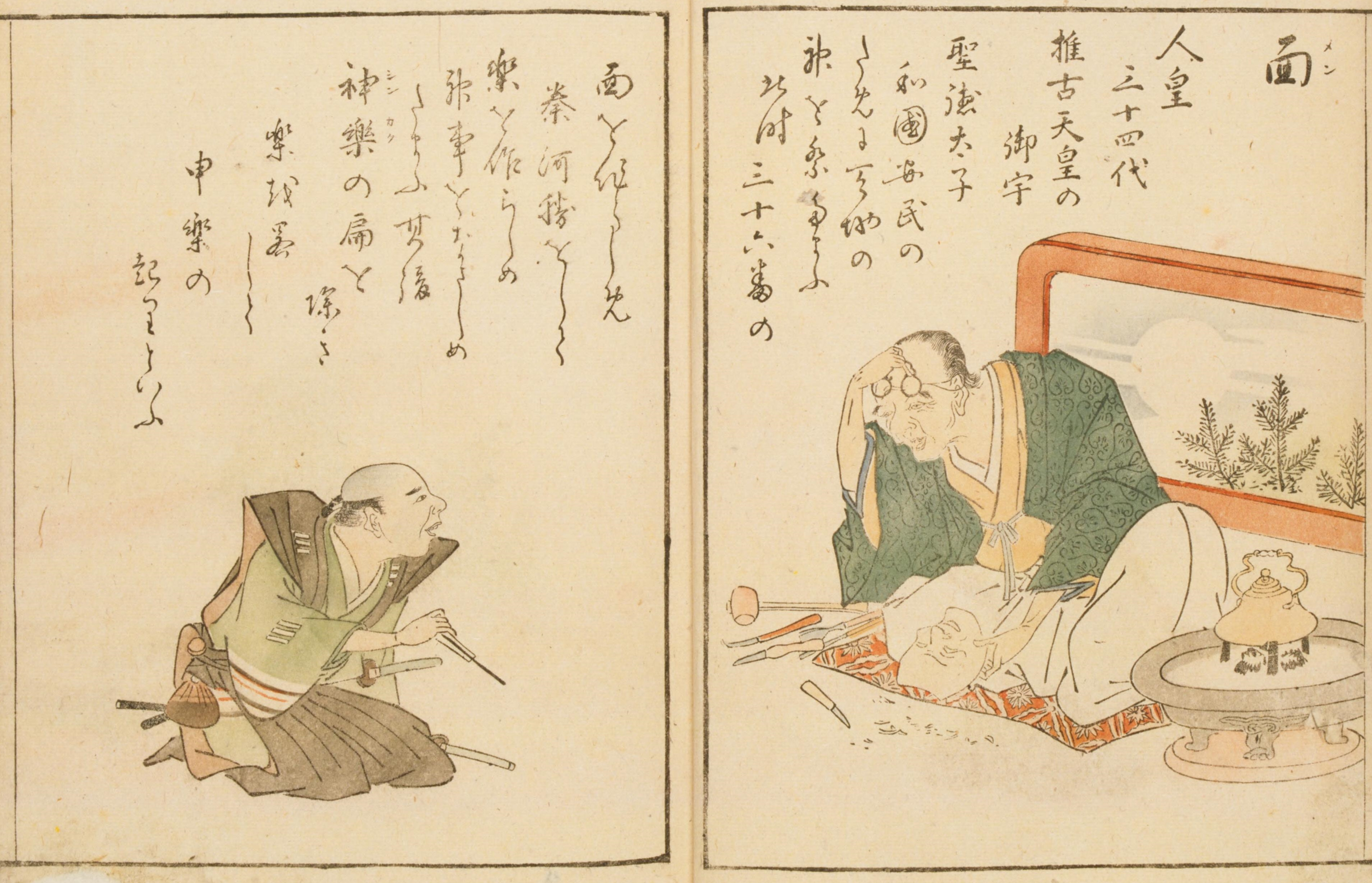
橘岷江『彩画職人部類・下』（1784年再刻）。制作中の面打師の姿が描かれている。

江戸時代には、能は幕府の式楽として保護され、諸大名も、競って古面や名品を蒐集したり、本面を面打ちに写させたりした。新たな創作はあまり行われなくなり、「写し」と称されて模作中心となった。本面の写し方は徹底しており、彩色の刷毛目や、鑿跡、面に付いた微細な傷、彩色の剥落まで写しているものもある。
1532年（天文元年）に亡くなったと伝えられる三光坊満広の流れを汲む越前出目家、近江井関家、大野出目家の三家が桃山時代に成立し、これらが江戸時代まで続く世襲面打ち家となった。後に、越前出目家から児玉家と弟子出目家が派生した。
- 越前出目家・江戸出目家[25]
［越前出目家初代］二郎左衛門満照 - ［2代］則満 - ［3代］古源助秀満 - ［江戸出目家初代］古源休満永 - ［2代］元休満茂 - ［3代］元休満総 - ［4代］元休満真 - ［5代］満志 - ［6代］元休満光 - ［7代］源助満守
- 近江井関家
［初代］井関上総守親信 - 大光坊幸賢
［2代］次郎左衛門親政
［3代］備中守家久 - ［4代、江戸井関家］河内大掾源家重 - ［弟子］大宮大和真盛
- 大野出目家
［初代］是閑吉満 - ［2代］友閑満庸 - ［3代］助左衛門 - ［4代］洞白満喬 - ［5代］洞水満矩 - ［6代］甫閑満猶 - ［7代］友永庸久 - ［8代］長雲庸吉 - ［9代］洞雲庸隆 - ［10代］助左衛門 - ［11代］助太郎 - ［12代］杢之進 - ［13代］丘作
- 児玉家
［江戸出目家初代満永の養子］近江満昌 - ［2代］長右衛門朋満 - ［3代］長右衛門能満
- 弟子出目家
［江戸出目家初代満永の婿］古元利栄満 - ［2代］元利寿満 - ［3代］元利右満

江戸時代後期に喜多流九世宗家・喜多七太夫古能が著した『仮面譜』では、古来からの作品から新しいものまでを格付けして、十作、六作、古作、中作、中作以降というように整理している。

### 近現代
明治維新後、幕府や藩の庇護を失った能楽界は衰微し、世襲面打ち家も絶えた。他方で、日本国外では美術品として珍重された。しかし、木材は大気を吸湿する為、温・湿度の差により、彩色の剥落が起こりやすい。
現代に制作された面は、「新面」と呼ばれ価値が低いとされてきたが、近年では、正当に評価され、舞台に使用されるようになった。その背景には、古作の面を度々舞台で使用することが、保護や保存の観点から控えられるようになったという事情もある。創作面は、ほとんど使用されることがないが、新作能が上演される場合には制作・使用されることがあり、一例として、1943年（昭和18年）の新作能『世阿弥』には、面打師北澤耕雲制作の「世阿弥」の面が用いられた。

## 面打ち

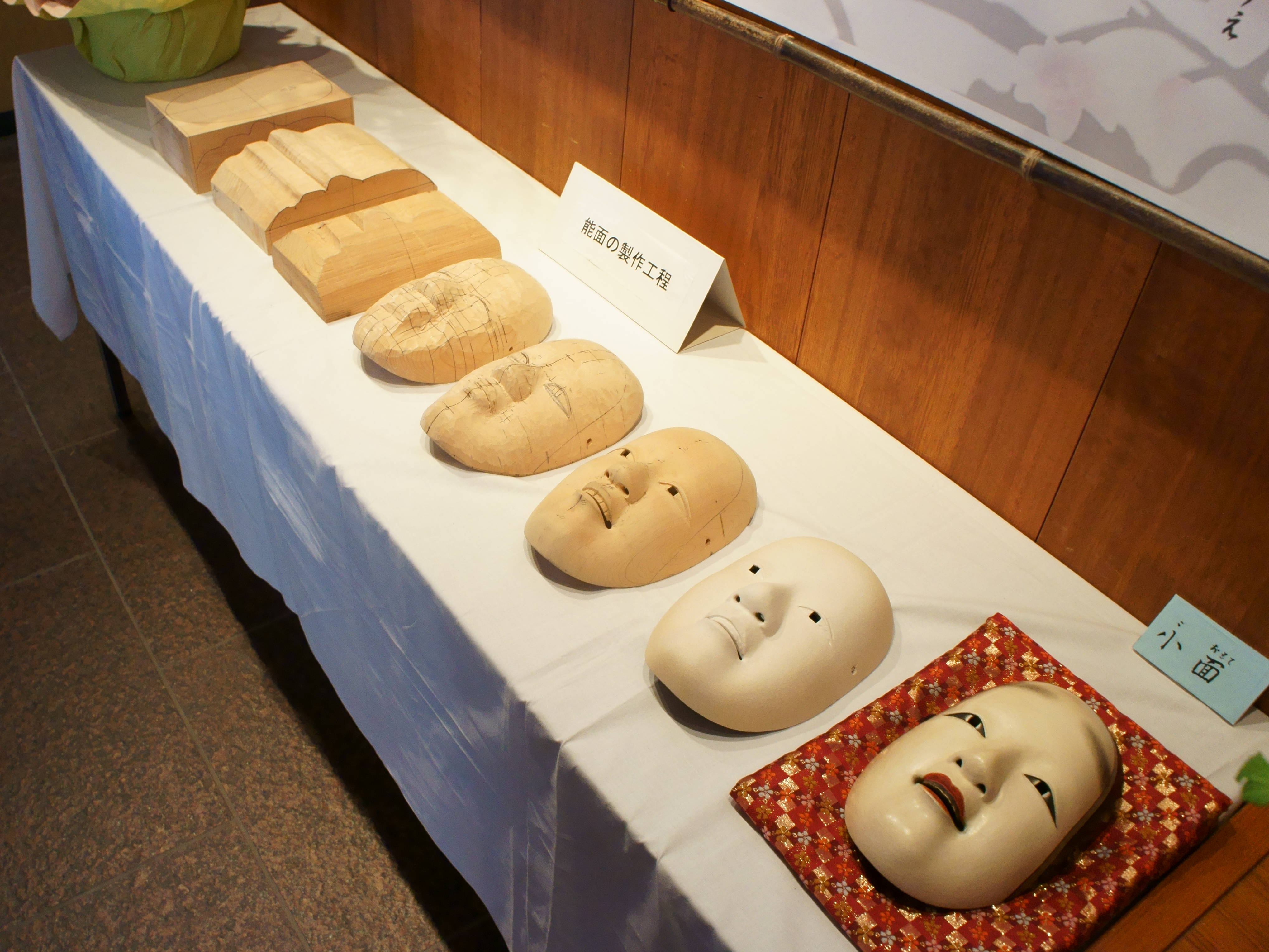
能面の制作工程

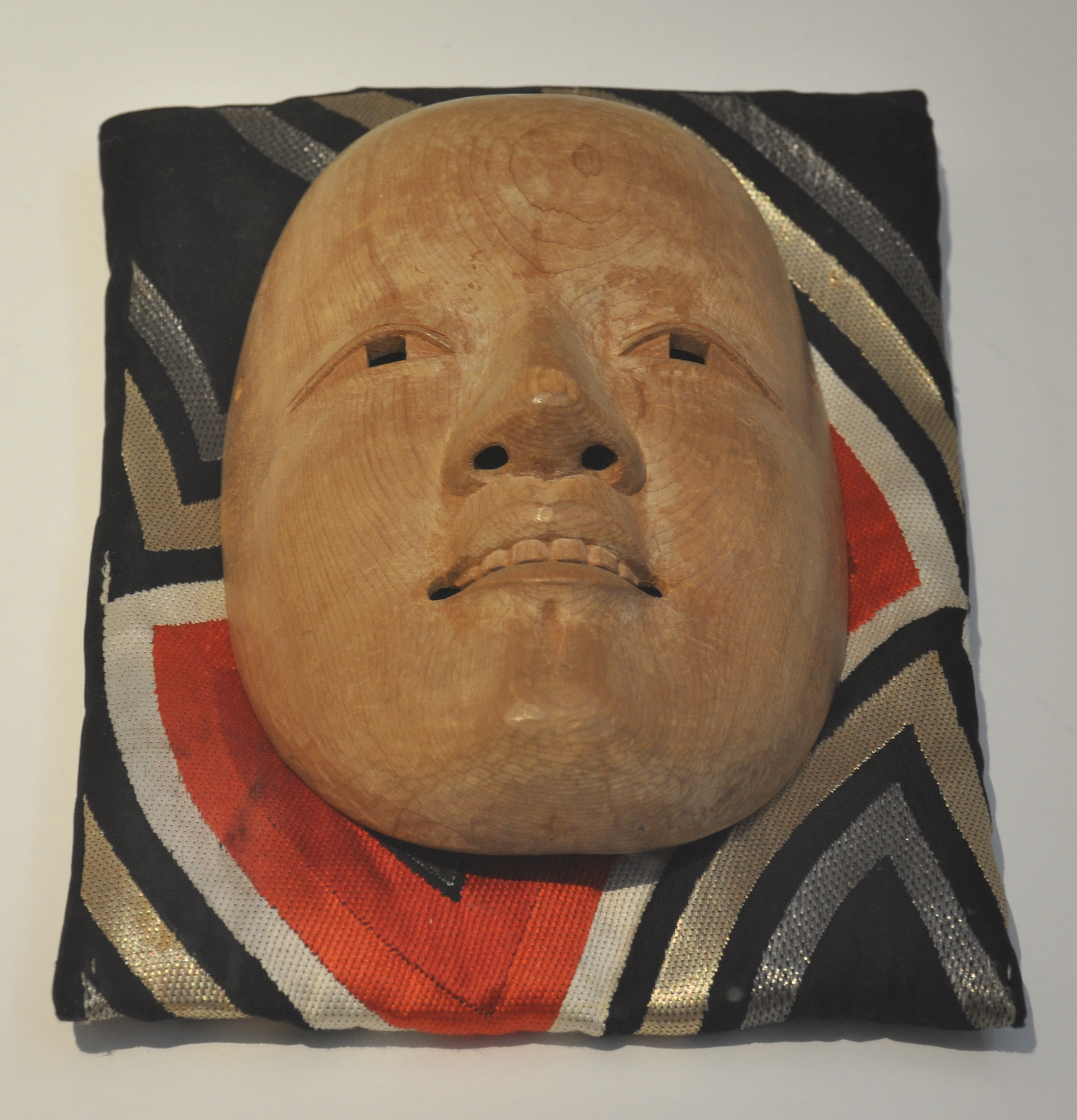
彩色前の能面

能面は、ヒノキでできているものが一般的であり、キリでできているものもある。ヒノキは木目が比較的そろっていて彫りやすく、寿命も長いからだと考えられる。木曽檜が山で切り出され川で流されている間にヤニが抜けたものが最良であると言われるが、現在では入手が困難である。
能面を制作することを「打つ」という。
現在の能面の制作（面打ち）は、古面の模作面（写し）を作ることが主流である。写しを制作する場合、まず本面を傷つけないよう慎重に型紙を作った上、大まかには次のような工程を経るとされる。
1. 木取り
よく乾いたヒノキを、鑿と木槌で割る。木の中心側（木裏）が表側に、樹皮側（木表）が面裏になるような「板目」で木取りをする。これは、ヤニが表面に滲み出ることがあっても能面に損傷を与えないためであるという[36]。もっとも、これに対し疑問を呈し、年輪に垂直に木取りをする「柾目」もあり得、古い面では板目も柾目もあり様々であるという意見もある[37]。
2. 荒彫り
面の輪郭以外の部分を鋸で切り取り、表面の輪郭を削りながら整える。
3. 中彫り
徐々に細かい顔形を彫り進める。また、面裏を大まかに削る。型紙を当てながら、凹凸を削り出す。
4. 木地の仕上げ
彫刻刀で目鼻口の形を整え、目鼻口の穴を開け、紐穴を開ける。また、面裏の彫刻を整える。
5. 面裏の漆塗り
面裏には、漆を塗る場合が多い。これにより木地に耐水性・耐久性を持たせるが、漆を乾かすには、温度・湿度を微妙に調節する必要があり、時間もかかる[38]。
6. 彩色
胡粉（牡蠣の貝殻から作られていることが多い）と膠で下地塗りをする。下地の表面は、磨く場合と、磨かない場合がある。古い面では、ヤニ止めのため、木地上に和紙を貼り、その上から胡粉下地を塗る紙彩色という手法がとられていることがある[39]。
胡粉下地の上に、顔料を入れて色を調整した胡粉上地を塗り、肌合いを出す。その上に上塗りを施すこともある。落ち着いた色調を出すため、すすを用いた液で古色を施す[40]。
口には朱、目には墨を入れ、眉、髪、毛描などの着色を行う。
7. 金具・植毛
面によっては、目や歯に、鍛金や鍍金によって成形した金具を入れる。また、翁面・尉面では、毛を木地に植え付けて髪・眉・髭などを作る。毛は、馬のたてがみや尾の白毛を用いる。尉面では髪を結う[41]。

面打師の北澤三次郎は、「木の中には完成された面の姿を見ていて、それをいかに引き出すか、いかに余分なものを削り払っていくかということが実際の作業である。技術は表現しようとすることの手段であって、心理や思考が優先する。」と述べている。

## 舞台での使用

### 面と直面

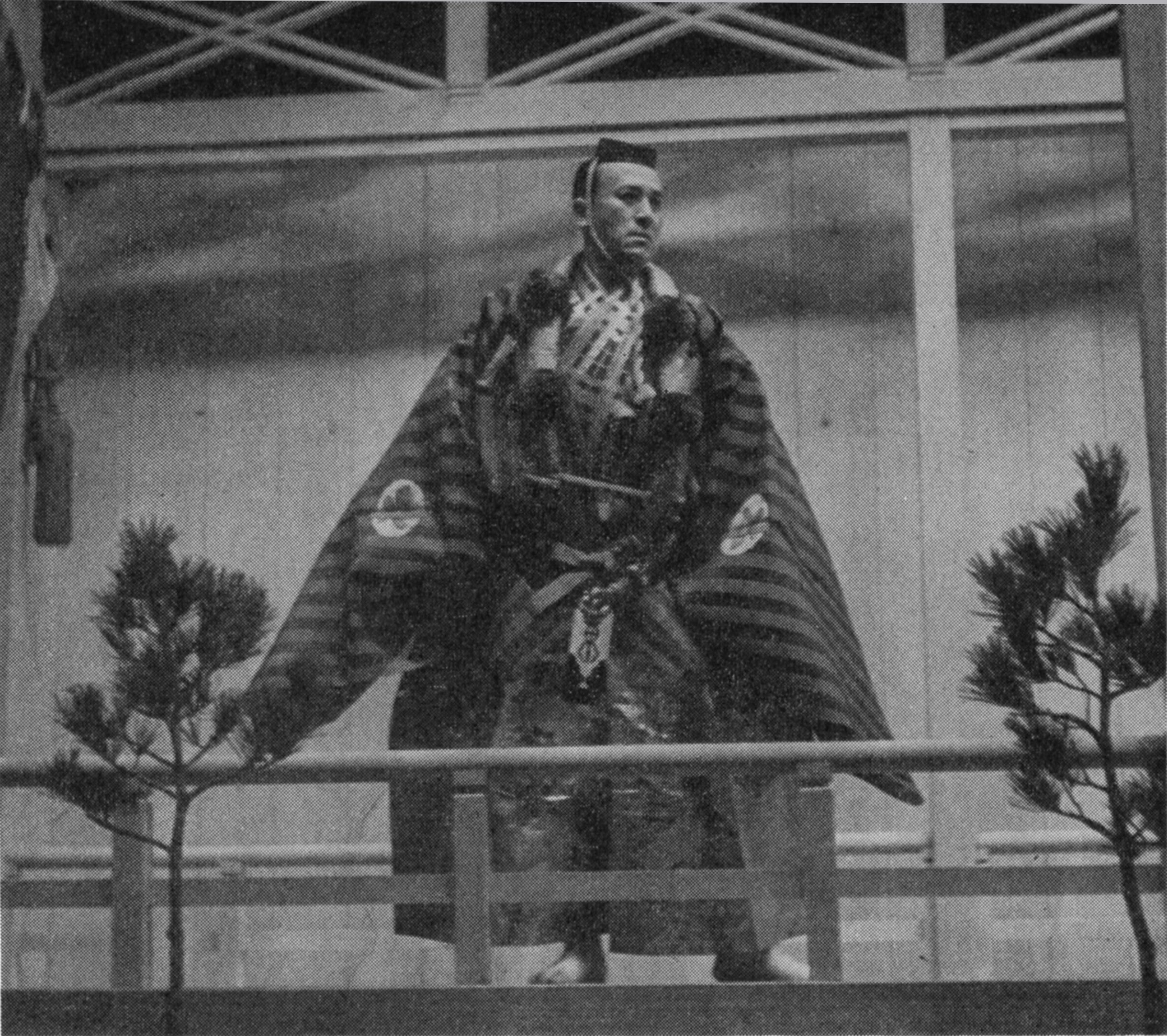
観世流24世宗家観世左近の『安宅』。現在能であり、シテ（武蔵坊弁慶）をはじめとする全員が直面である。

能楽師は、能面を面と言い慣わし、面を着用することを「面をかける」「つける」と言い、「かぶる」とは言わない。能では、神仏、天人、仙人、草木の精、鬼神、亡霊、霊獣など、超人間的な存在を演ずる際には面を使用する。超人間的な存在が仮に人間として現れる場合も面をかける場合が多い。また、老人と女性の役にも面が用いられる。一方、現実の壮年の男性の役には、原則として面を用いず、演者が素顔で演じるが、これを直面と言う。ただし、壮年の男性であっても『自然居士』『花月』『俊寛』『景清』『弱法師』などのシテには面を用いることとなっている。ワキ方は、必ず生きた男性の役を演じるため、面をかけることはない。直面の場合は、顔の表情を作ることは禁じられている。
子方は、面をかけない。室町時代から大きさがほぼ決まっている能面は、子供には大きすぎることから、思春期を迎え体が能面に合うようになる頃、初めて能面をかける。これを「初面」という。
なお、狂言は、基本的に素顔で演じられるが、特殊な役柄では狂言面を用いる。

### 面の選択

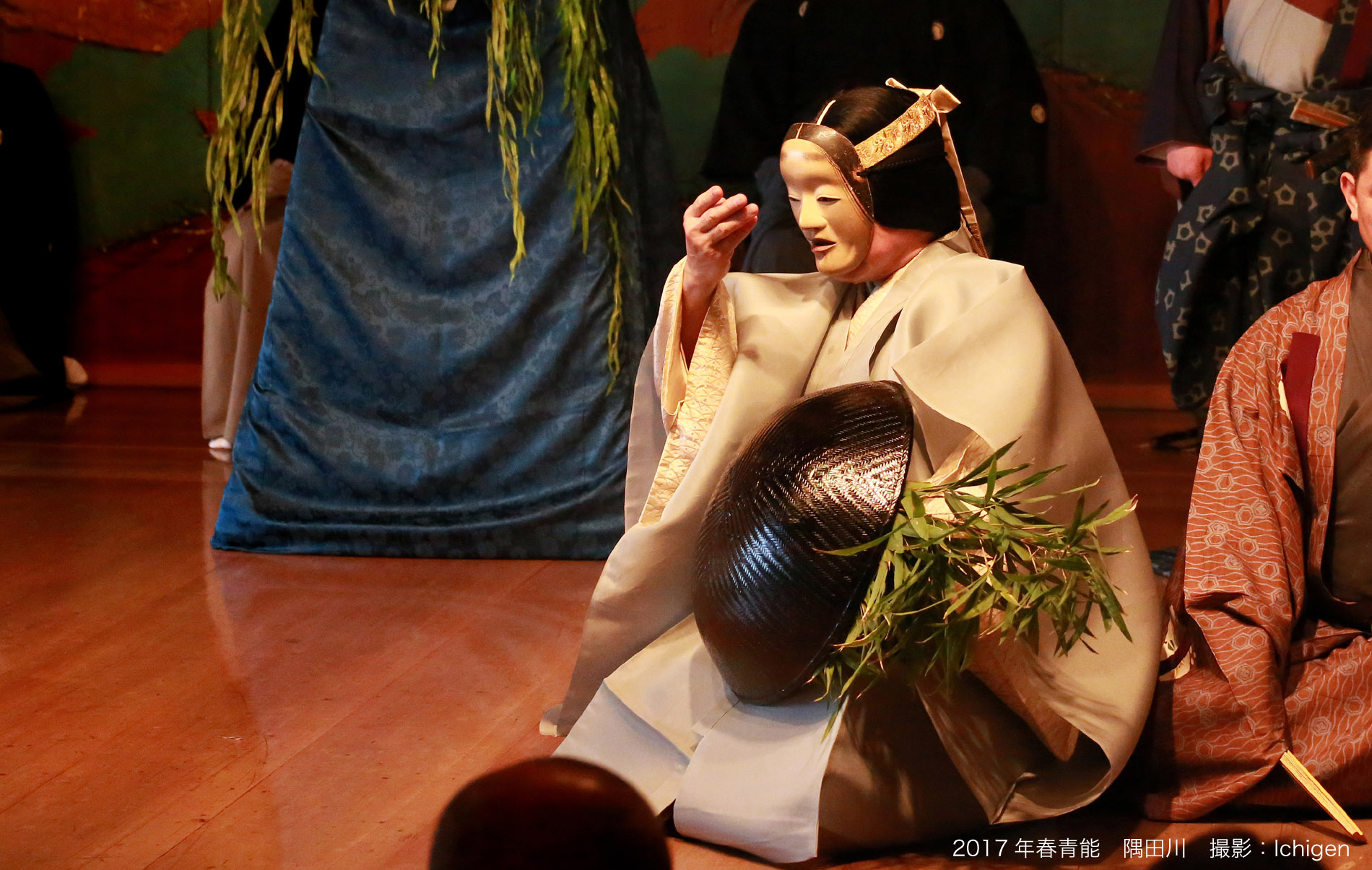
能『隅田川』。流儀により「曲見」または「深井」を用いる。

同じ曲目・役柄であっても、流儀によって面の使用に対する好みがある。若い女性面では、金春流と喜多流は「小面」を最も尊重するのに対し、宝生流は「節木増」、観世流は「若女」、金剛流は「孫次郎」を流儀の代表面としている。また、同じ小面でも、金春流は無垢な表情のものを好むが、金剛流はわずかに官能的な表情のもの、観世流は肉感的な表情のものを好むといった違いも生じ得る。同じ範疇の面であっても、「位」の差があり、演者の経験や技量によって、位の高い面を着ける資格を有するかが決せられる。役柄に対する解釈や趣向によっても、どのような位の面を用いるかが変わる。
同じ観世流の『熊野』や『松風』でも、面には「若女」「深井」「小面」といった選択肢があるが、「若女」や「小面」を着ける場合、装束は紅を中心とした華やかな紅入のものになるのに対し、「深井」を着ける場合には、装束は地味な色調の紅無となるなど、面の選択が、装束だけでなく、演出や表現の選択にもつながるため、重要な要素となる。
なお、上述の若い女性面のように、いくつかの面種の間で一定の互換性があり、その範囲内で面を選択する場合がある一方、天狗物の能は「大癋見」がなければ上演できないとか、大口をはく脇能の老人には「小尉（小牛尉）」が必要であり「阿瘤尉」で代替することはできない、といった決まりごともある。
小書などの演出によっても、面の選択が変わってくる。

### 面をかける作法
能楽師は、面を極めて丁重に取り扱う。

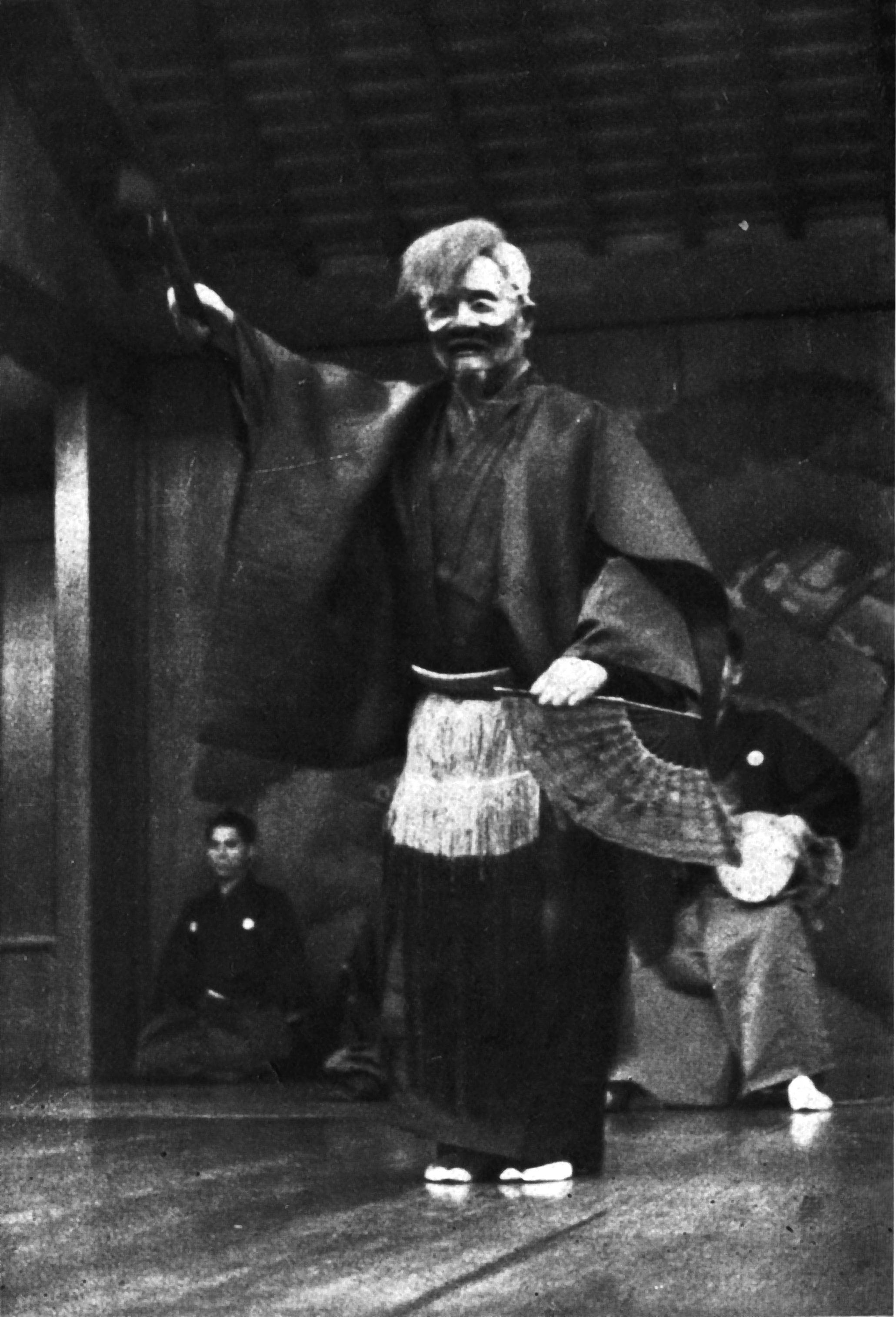
野口兼資（宝生流）の『鵜飼』前シテ

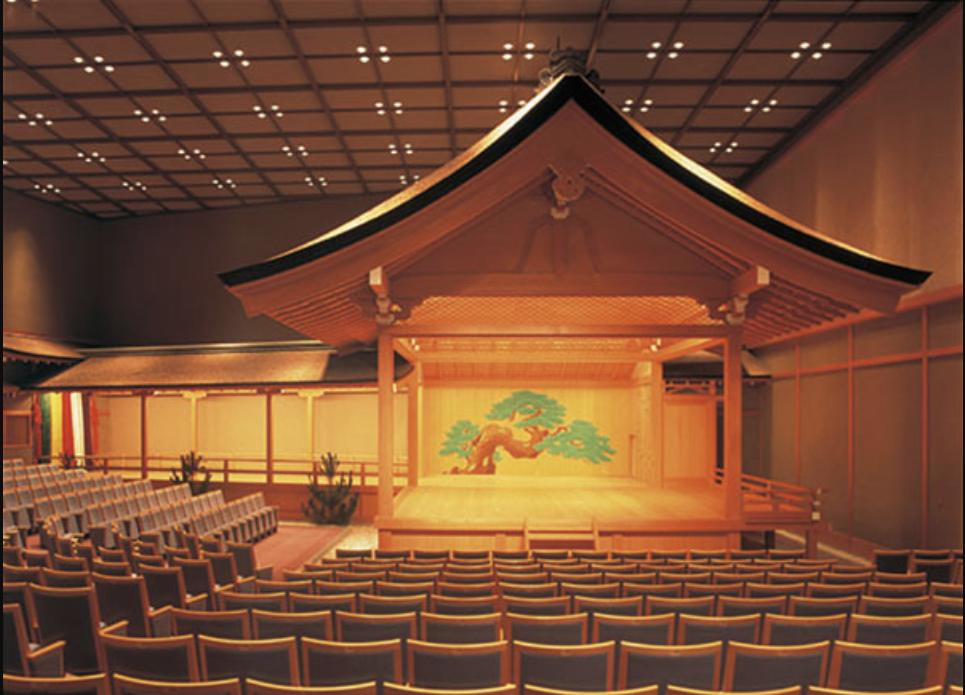
能舞台。左方の橋掛かりの奥が揚幕であり、その奥に鏡の間がある。

能楽師は、楽屋で装束を着けると、揚幕の奥にある鏡の間という空間で面をかける。シテのみが床几について面をかけることが許され、ツレは、鏡の前にひざまずいて面をかける。面の選択も、ツレは格を抑えた控えめなものを選ぶ。能面の両耳部分にある紐穴には飾り紐が通され、その紐の色も面によって決まっている。能楽師は紐穴部分のみを指で触れて面に向き合い、両手で押しいただき、後見ほか数人が角度や位置を厳しく点検しながら、紐を均等に張って面をかける。流儀により、面と顔の間には、柔らかい紙に巻かれた（あるいは布袋に入れられた）詰め物の綿が当てられ、しっかり固定される。
なお、以上は通常の能の曲の場合であり、『翁』の場合は、役者が舞台上で面をかけるという特有の作法がある。すなわち、面箱持ちが翁面を舞台に運び、千歳の舞の後、翁大夫は舞台上で白式尉の面をかけて舞う。その後、三番叟（三番三）が、最初は直面で舞い（揉之段）、続いて黒式尉の面をかけて舞う（鈴之段）。

### 舞台上の効果

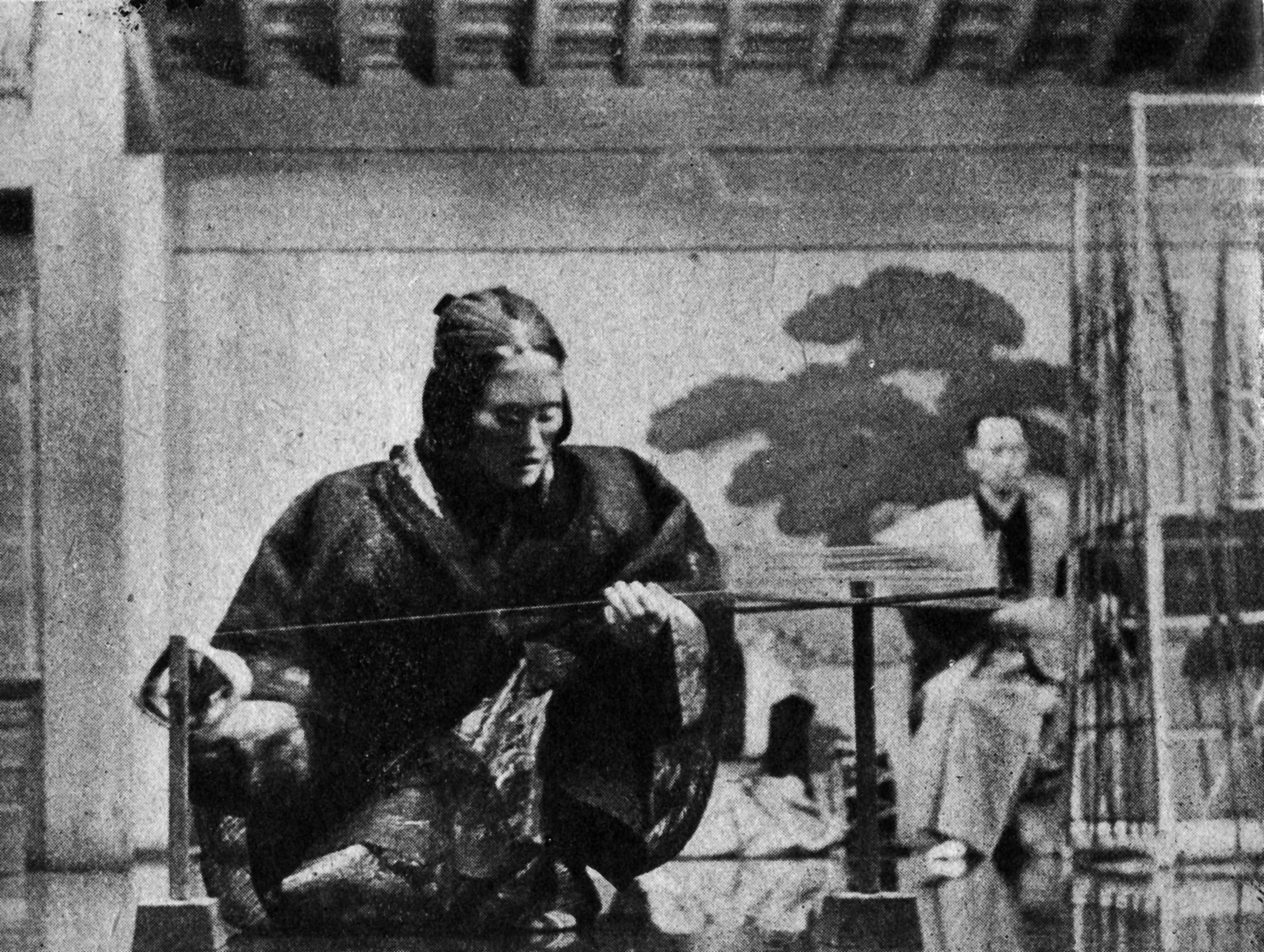
55世梅若六郎の『安達原 白頭・長糸之伝』前シテ

能楽師にとって、面に生きた表情を与えることは最大の難関である。不意に頭を上げ下げしたり、ぎくしゃくしたりする動きは醜いとされる。特に女面は微妙な「中間表情」を持っているとされ、わずかに面を下に向ける（曇ラス）、上に向ける（照ラス）などといった扱い方によって、観客から見た効果が変わってくるため、技量が求められる。この「中間表情」という見方は、野上豊一郎が「能面工作の最大特色なる最も日本的な創意」として提唱したものである。激しい表情を持った鬼や天狗の面は、短い登場時間中に用いられるだけなのに対し、女面は、舞台上で長時間つけられ、一つの面で様々な心の動きを表現しなければならないためにこのような工夫が凝らされていると言われる。
演者の立場からは、美術工芸品として美しい面と、舞台で生きる面では微妙に違い、近くで見ると素晴らしい面でも、観客席まで力が届かない場合もあると指摘されている。
面をかけると、視界がさえぎられ、呼吸も不自由になるため、演者には身体と精神の厳しい修行が求められる。面の両目の間隔は人の目よりも狭く、右か左かの利き目に合わせて、片目で見ることとなる。特に見にくいのは女面、中でも目鼻口が中央に寄っている小面であると言われる。自分が舞台の上のどこにいるかを知るにも、目と鼻孔の小さな穴を通したわずかな視界から覗き見るほかなく、舞台の四方の柱や、囃子方の位置を見て、方向や歩数を計る。扇を開くような簡単な型でさえ、目で見ながら行うことはできず、長い袖の下から手探りで行わなければならない。「弱法師」のような盲目の役柄に使う面の目は、通常の小さな穴ではなく、下向きの切れ目であるため、むしろ演者にとっては視界が広くなる。能ですり足をするようになったのも、もともと、視界が限られ、体重のバランスを保つことが難しいという事情によると考えられる。

## 種類
能面には、完成された類型が約60種類あるとされ、約60種類をそろえれば、約240曲の現行曲のほとんどを上演することができると言われる。ただ、細かく挙げると、現在知られる面の名称は約300、面種は約250に及ぶとされる。その中には、同名異種または異名同種の面がある。また、一般に異名異種とされる面であっても、「深井」と「曲見」のように、顔立ちの点からは区別をすることができず、毛描が流れ出す位置によって区別しているにすぎないという場合もあり、面種の区別を立てる基準は必ずしも明確ではない。
能面の分類には様々なものがあり、以下は、用いられる役柄と形態上の特徴による分類の一例である。
|                              |                                          | 老体面（尉面） | 女体面（女面）                                                                                             | 男体面（男面） |
| ---------------------------- | ---------------------------------------- | --- | --- | --- |
| 人相面（人間）               | 常相面（穏やかな表情の人間）             | - 双髭尉類（口髭と顎髭の双方が植毛で、庶民の老人） - 小尉類（顎髭だけが植毛で、主に現在体・化身体の老体） - 舞尉類（顎髭だけが植毛で、主に霊体の老体） | - 若女類（紅入の若い女体） - 更女類（紅無の中年の女体で、頬にやつれ窪がある）                              | - 喝食類（年少の仏道修行者） - 若男類（常相の男体の代表面） - 荒男類（武将の平太、頼政）                                                         |
| 人相面（人間）               | 常相面（穏やかな表情の人間）             | - 双髭尉類（口髭と顎髭の双方が植毛で、庶民の老人） - 小尉類（顎髭だけが植毛で、主に現在体・化身体の老体） - 舞尉類（顎髭だけが植毛で、主に霊体の老体） | - 老女類（老齢の女体）                                                                                     | - 童子類（童顔の男体） |
| 人相面（人間）               | 奇相面（非日常的なすさまじい表情の人間） | | - 泥眼類（白目の部分に金泥があり、恨みと怒りを宿した表情） - 橋姫類（激しい表情） - 痩女類（衰弱した表情） | - 怪士類（力強い表情） - 痩男類（衰弱した表情）                                                                                                  |
| 人相面（人間）               | 奇相面（非日常的なすさまじい表情の人間） | - 山姥類（奇相の老齢の女性） | | - 怪士類（力強い表情） - 痩男類（衰弱した表情）                                                                                                  |
| 異相面（鬼や天狗などの異類） | 異相面（鬼や天狗などの異類）             | - 悪尉類（開き口の異相の老体） - 癋見悪尉類（ベシミ口の異相の老体）                                                                                    | - 蛇類（金色の角を有する異相の女体）                                                                       | - 癋見類（ベシミ口の異相面） - 飛出類（眉間にしわのない開き口の異相面で、舌があり牙はない） - 顰類（眉間にしわがある開き口の異相面で、牙がある） |
| 畜類面（動物）               | 畜類面（動物）                           | - 野干類（猛悪な狐） | - 野干類（猛悪な狐）                                                                                       | - 野干類（猛悪な狐） |
| 仏体面                       | 仏体面                                   | - 天神類、明王類、如来類 | - 天神類、明王類、如来類                                                                                   | - 天神類、明王類、如来類 |

なお、人間でも異類でもない神や、物の精などには、特別の類型の面がなく、人相面または異相面のいずれかを用いる。

### 主な面種（能面・翁面）の例
| グループ         | 名称               | 画像 | 特徴・用途 |
| ---------------- | ------------------ | ---- | --- |
| 翁面             |                    |      | |
| 白式尉           | 白式尉             |      | 式三番の白式尉が着ける。シテ方が務め、天下泰平を祈り、拍子を踏む。面は、口の両端が切れ、紐で結びつけた「切り顎」形式、麻や兎の毛を貼り付けた眉、「へ」の字にくり抜かれた目といった点で、翁以外の能面とは異なる。 白式尉 画像の面は東京国立博物館蔵（金春家伝来）、江戸時代（17 - 18世紀）、重要文化財 |
| 黒式尉（三番叟） | 黒式尉（三番叟）   |      | 式三番の黒式尉（三番叟）が着ける。狂言方が務め、五穀豊穣を祈る。面は、白式尉と同様の「切り顎」である。眉は馬のたてがみを使用する。 |
| 父尉             | 父尉               |      | 現在の式三番では一般的には用いられていないが、『翁』の「父尉延命冠者」という特殊演出において、翁が父尉の面を着ける。「切り顎」である。目尻は吊り上がり、顎は植毛がなく、白式尉より若々しく感じられる。 |
| 延命冠者         | 延命冠者           |      | 現在の式三番では一般的には用いられていないが、『翁』の「父尉延命冠者」という特殊演出において、千歳が延命冠者の面を着ける。また、『鷺』を中年の演者が演じる場合には延命冠者を着ける。翁の面の中では唯一「切り顎」となっていない。室町時代前期には翁舞から外されたので、遺品は少ない。 画像の面は東京国立博物館蔵（金春家伝来）、南北朝 - 室町時代（14 - 15世紀）、重要文化財                                                                         |
| 尉面             |                    |      | |
| 双髭尉類         | 三光尉             |      | 頭部、顎のほか、鼻下に植毛があり、一般には額の皺が5本彫られている。他の尉と比べ、皺の彫り方が写実的であり、庶民的な要素と神秘的な要素を併せ持っている。『八島』や『実盛』の前シテに用いられる。主に観世流以外の流儀が用いる。 |
| 双髭尉類         | 朝倉尉             |      | 頭部、顎のほか、鼻下に植毛があり、額の皺が4本彫られている。主に観世流・宝生流が用いる。快活で人間的な表情であり、『実盛』の前シテ・後シテなどに用いられる。 |
| 双髭尉類         | 笑尉               |      | 頭部、顎のほか、鼻下に植毛があり、額の皺の下から2本目が途中で切れているのが特徴である。主に観世流・宝生流が用いる。快活で上品な表情であり、神の化身である前シテの老人などに用いられる。 画像の面は東京国立博物館蔵（上杉家伝来）、江戸時代（17 - 18世紀）、「天下一河内」焼印 |
| 小尉類           | 小尉（小牛尉）     |      | 室町初期の小牛清光が創作したとされる。頭部と顎のみに植毛があり、額の皺は3本で両端が下がる。『高砂』や『弓八幡』などの脇能に用いられ、品格の高さを表す。 |
| 小尉類           | 阿古父尉（阿瘤尉） |      | 頭部と顎のみに植毛があり、鼻下と唇下の髭は毛描である。額の皺は3本で両端が上がる。『木賊』の木賊狩の老人や、『唐船』の中国の老人に用いられる。 画像の面は東京国立博物館蔵（金春家伝来）、安土桃山 - 江戸時代（16 - 17世紀）、重要文化財 |
| 舞尉類           | 舞尉               |      | 品格の高い端正な老人の面である。頭部と顎のみに植毛があり、額の皺は4本である。『西行桜』『遊行柳』『白楽天』『老松』などの後シテに用いられる。宝生流と金剛流で使う面である。 画像の面は東京国立博物館蔵（上杉家伝来）、江戸時代（17 - 18世紀） |
| 舞尉類           | 皺尉               |      | 品格の高い老人の面である。頭部と顎のみに植毛があり、流線型の目である。『西行桜』『遊行柳』などの後シテに用いられる。石王尉も同様の演目に用いられるが、皺尉が上の歯に鉄漿を差すのに対し、石王尉は上下の歯に金泥を施すといった差異がある。 画像の面は東京国立博物館蔵（上杉家伝来）、江戸時代（17 - 18世紀）、「慈雲院作」銘 |
| 女面             |                    |      | |
| 若女類           | 若女               |      | 若女は、若い女面の中でも観世流が重んじる面である。中央の分け目から少し太く2本、こめかみ辺りに細く3本、その下へ3本と、3段の毛描が交差する。 若女 |
| 若女類           | 増（増女）         |      | 宝生流には木の節のしみが鼻の上に見える節木増という本面があり、重んじられている。世阿弥と同世代の田楽師増阿弥の創作とされる。『三輪』の女神、『羽衣』『吉野天人』などの天女に用いられる。多くの場合頭に冠をいただくため、「天冠下」とも呼ばれる。全体に色が白く、端正で品位がある。中央の分け目から頬にかけて、2本、3本、3本の3段の毛描が交差する。 増女                                                                                             |
| 若女類           | 孫次郎             |      | 江戸時代初期の能楽師金剛孫次郎頼勝が、亡き妻の面影を写して打った面と伝えられる。特に金剛流が重んじる面である。『野宮』『松風』などの恋する女に用いられる。中央の分け目から2本の毛描が発するが、頬にかけて、3本、次いで4本となる。小面に比べ、ほっそりとして色気が漂う。 |
| 若女類           | 小面               |      | 若い女性の美しさを表現する代表的な女面である。多様な表情の面があり、曲趣によって使い分けられる。目、鼻、口が中央に寄り、額から頬にかけて3本の毛描が溝のように彫られている。小面は、特に金春流・喜多流が大切にする面である。 小面 画像の面は東京国立博物館蔵（金春家伝来）、江戸時代（17 - 18世紀）、「出目満昆」焼印、重要文化財 |
| 若女類           | 万媚               |      | 小面と比べ、口端が上がって笑みを含み、瞳が大きく、小面より妖艶な印象を与える。3本の毛描のうち、外側の1本が紐穴付近から中に入り、頬に乱れが数本生じるのが特徴である。『班女』のシテ（遊女・花子）などに用いられることがある。 万媚 画像の面は東京国立博物館蔵（上杉家伝来）、江戸時代（17 - 18世紀） |
| 若女類           | 近江女             |      | 江戸時代初期頃までは、女性の恋を取り上げた鬘能によく使用されていたようだが、現在では『道成寺』の前シテに用いられている。離れ目が特徴で、色気はあるが卑しい感じもある面である。 |
| 更女類           | 深井               |      | 近江国越智の深井という武士が打ったとされる。中年女性を表し、頬が痩せている。『隅田川』『三井寺』『百万』などで、失った子供を探し求める母親や、心寂しい人妻などに用いられる。中央の分け目から頬にかけて、3本、3本、3本の3段の毛描が交差する。 深井 |
| 更女類           | 曲見               |      | 深井より年長の女である。深井と同様、『百万』『隅田川』『砧』などで、母親や中年の女性の役に用いる。主に観世流・宝生流では深井を用い、金春流・金剛流・喜多流では曲見を用いる（宝生流では曲見を用いることもある）。毛描が、中央の分け目から離れた位置から発し、3本、3本、3本の3段が交差する。 曲見 画像の面は東京国立博物館蔵（金春家伝来）、室町時代（15 - 16世紀）、重要文化財                                                                       |
| 泥眼類           | 泥眼               |      | 目に金泥を施すことから泥眼と呼ばれる。古くは女性が菩薩となった相貌を表したが、江戸時代以降は『葵上』『鉄輪』の前シテ、『砧』の後シテなど、女性の生霊・怨霊の役に用いられるようになった。また、『海人』の竜女にも用いられる。 泥眼 |
| 橋姫類           | 橋姫               |      | 本来は『橋姫』という能に用いる面であったとされる。現在では、離縁された夫に鬼となって復讐する『鉄輪』の後シテに用いられることが多い。額は白く、目から下が赤く彩色され、凄惨な復讐の姿を表す。 橋姫 |
| 痩女類           | 痩女               |      | 目がくぼみ、頬が落ちている。死霊の面である。『定家』の後シテ（式子内親王）などに用いられる。 痩女 |
| 老女類           | 老女               |      | 常相の老齢の女性のうち、シテに用いられる面の代表である。痩女に近い顔立ちのものから、やせていない美しい顔立ちのものまである。白髪で、骨ばった表情である。『卒都婆小町』などの老女に用いられる。 |
| 老女類           | 姥                 |      | 『高砂』『国栖』の姥（ツレ）などに用いられる。神が人間の姿を借りた化身であり、品格がある。『関寺小町』『姨捨』などの老女の役にも使われる。 姥 画像の面は東京国立博物館蔵（金春家伝来）、室町 - 安土桃山時代（16世紀）、重要文化財 |
| 山姥類           | 山姥               |      | 『山姥』1曲のみに用いる専用面である。頭は白髪、顔は赤味を帯び、目は鍍金銅板がはめられて超自然的な存在を表す。 山姥 |
| 男面             |                    |      | |
| 喝食類           | 喝食               |      | 喝食は、半僧半俗で、禅寺で僧侶の食事に奉仕する少年である。『花月』『自然居士』『東岸居士』などの喝食物に用いられる。額の前髪は、おかっぱ型と銀杏型があり、前髪部分の大小により「大喝食」「中喝食」「小喝食」と分けられ、曲柄に合わせて使い分けられる。宝生流・金春流・金剛流は大喝食を指定している。 喝食 |
| 若男類           | 若男               |      | 寄せ眉で眉根に二重じわがある。『邯鄲』『女郎花』『経正』などに用いられる。 |
| 若男類           | 邯鄲男             |      | 若男と同様、寄せ眉で眉根に二重じわがあるが、口が大きめで頬にやつれ窪があるのが特徴である。『邯鄲』に用いられる。『邯鄲』の盧生のような現実の男性に面を使うのは、能面の用法としては例外的である。『高砂』『志賀』『養老』などの若い男神、『歌占』の男巫に用いることもある。 |
| 若男類           | 今若               |      | 主に観世流・宝生流が用いる。白い肌、眉間の皺など、やや若年の公達を表す。 |
| 若男類           | 十六               |      | 平敦盛が戦死した年齢にちなむ名称であり、あどけなさと若くして討たれた悲哀を表す。『敦盛 (能)』の後シテに用いられる。肌は白く透き通り、ほのかに朱が差す。公達であるため、歯に鉄漿を差す。 |
| 若男類           | 中将               |      | 公達の面である。作り眉で、眉根に山形じわがある。厳しい表情のものは、『清経』『経正』『忠度』などの修羅物に、穏やかな表情のものは『融』『雲林院』などに用いられる。 中将 画像の面は東京国立博物館蔵（上杉家伝来）、江戸時代（18世紀） |
| 若男類           | 蝉丸               |      | 『蝉丸』に用いられる専用面である。盲目の皇子であり、琵琶の音に耳を澄ます純真な少年である。 |
| 荒男類           | 平太               |      | はね眉、八字髭が特徴。勇猛な武将の面であり、『田村』『八島』『箙』の勝修羅物に用いられる。 |
| 荒男類           | 頼政               |      | 『頼政』の専用面である。悲惨な死を遂げた亡霊を表し、眼に金泥を施し、上の歯列だけに金を差す。 |
| 怪士類           | 怪士               |      | 怪士は海に現れる化物の意味があり、『船弁慶』の後シテ（平知盛の幽霊）などに用いられる。 |
| 怪士類           | 三日月             |      | 『高砂』『弓八幡』などの後シテの男神に用いられる。『船弁慶』の後シテ（平知盛の幽霊）に用いられることもある。面裏に三日月型の刀跡があることからこの名が付いた。観世流が主に用いる。 三日月 |
| 怪士類           | 神体               |      | 『高砂』『弓八幡』などの男神に用いられるが、特に品格を重んじる場合に着用される。宝生流が主に用いる。 画像の面は東京国立博物館蔵（上杉家伝来）、江戸時代（18世紀） |
| 怪士類           | 鷹                 |      | 古くは「多賀」、「祟神」とも書かれた。一種の神体面であり、上瞼の中央が持ち上がり、目が三角状に見える。 鷹 |
| 怪士類           | 一角仙人           |      | 『一角仙人』の専用面である。一角仙人はインドの仙人で、鹿の胎内から生まれたので額に角がある。角を外すと怪士系統の面である。 |
| 痩男類           | 痩男               |      | 猟師や漁夫が殺生の罪で地獄に堕ち、幽霊として現れる面である。地獄の責め苦に苦しみ、憔悴した表情である。『善知鳥』『阿漕』『藤戸』に用いられる。 痩男 画像の面は東京国立博物館蔵（金春家伝来）、江戸時代（17 - 18世紀）、「児玉近江」焼印、重要文化財 |
| 痩男類           | 蛙（河津）         |      | 頬骨が突き出して眼窩がくぼみ、両目の間が開いていて目線が虚ろであり、水死した男の姿である。『阿漕』『藤戸』に用いられる。 |
| 痩男類           | 俊寛               |      | 『俊寛』に用いられる。鬼界島に流罪になり、一人赦免から漏れた俊寛の孤独や屈折を表す。現実の男性に面を用いるのは、能面の用法としては例外的である。 画像の面は東京国立博物館蔵（上杉家伝来）、江戸時代（18世紀）、「児玉近江」銘 |
| 痩男類           | 景清               |      | 『景清』の専用面である。平家の侍大将だったが、平家滅亡後、落人となり、自ら目をえぐって盲目となった藤原景清の姿を表す。 画像の面は東京国立博物館蔵（上杉家伝来）、江戸時代（18世紀） |
| 童子類           | 童子               |      | 『枕慈童』『菊慈童』『天鼓』の神性を帯びた少年に用いられる。『石橋』『小鍛冶』『田村』の前シテや、『大江山』の前シテの童子役にも用いられる。 童子 |
| 童子類           | 慈童               |      | 童子と似ているが、より幼さと神秘性を強調しており、彫刻や毛描の手法に違いが見られる。童子と同様の曲目に用いられる。主に観世流で用いられる。 |
| 童子類           | 猩々               |      | 『猩々』の専用面である。猩々は海中に棲む酒好きの妖精であり、強い朱色の肌、額には水中から上がったばかりのような濡れて乱れた毛描が特徴である。 猩々 画像の面は東京国立博物館蔵（金春家伝来）、室町時代（15 - 16世紀）、重要文化財 |
| 童子類           | 弱法師             |      | 『弱法師』のシテ（俊徳丸）に用いられる。盲目の青年が父と再会する物語であり、悲哀を感じさせる。 画像の面は東京国立博物館蔵（上杉家伝来）、江戸時代（17 - 18世紀） |
| 鬼面             |                    |      | |
| 悪尉類           | 大悪尉             |      | 悪尉は強く恐ろしげな老人という意味である。大悪尉は、目と歯に鍍金銅板がはめられ、顎と鼻下に植毛があり、神や仙人の役に用いられる。『鞍馬天狗』の「白頭」という小書や、『白髭』『難波』『道明寺』の異邦人の役にも用いられる。 悪尉 |
| 悪尉類           | 鼻瘤悪尉           |      | 鼻筋に瘤のような隆起があり、怪異な形相の悪尉である。『張良』の後シテに用いる場合がある。 |
| 悪尉類           | 茗荷悪尉           |      | 目頭が吊り上がり、目尻が垂れ下がり、目には金具や朱が施される。『道明寺』の末社の神、白太夫や、『張良』で張良に軍略を授ける後シテ（黄石公）など、少し人間味を帯びた役に用いられる。 |
| 癋見悪尉類       | 癋見悪尉           |      | 『善界』『鞍馬天狗』の小書「白頭」など、老体の天狗や神に用いられる。顎や口の周辺に髭が植毛され、霊性や神秘性を表す。 画像の面は東京国立博物館蔵（上杉家伝来）、江戸時代（18世紀） |
| 蛇類             | 真蛇               |      | 「般若」をより凶悪にした姿であり、『道成寺』に用いられる。般若と比べ、開き口が大きく、舌を見せ、耳がないのが特徴であるが、例外もある。 |
| 蛇類             | 般若               |      | この面を作った般若坊に由来する名称といわれる。鬼女の面であり、『葵上』『黒塚』『道成寺』などの後シテに用いられる。舌はない。顔の上半分には悲しみの表情、下半分には怒りの表情が読み取れ、複雑な感情が込められている。品格と顔色から、白般若・赤般若・黒般若の別があり、『葵上』の六条御息所には品格の高い白般若、『黒塚』の鬼女には最も動物的な表情を持つ黒般若、『道成寺』の蛇体には中間の品格の赤般若、というように使い分けられることが多い。 般若 |
| 蛇類             | 生成               |      | 伝書に「是は般若に今少し足らぬ所の面なり。角みじかきゆへ生成と名付」とあり、般若になりきっていないため生成と呼ばれる。般若より角が短く、目には鍍金銅板が入る。口は大きく開き、舌を見せる。『鉄輪』の後シテに用いられることが多い。 |
| 癋見類           | 大癋見             |      | 伝書に「是は天狗の面なり。天狗は陰なるもの故口を閉ず」とあるように、口を強く結んだ天狗の姿を表す。『大会』『車僧』『鞍馬天狗』に用いられる。『申楽談儀』によれば、大癋見の作者は赤鶴とされ、観阿弥の時代から伝わる自慢の面であったとされる。 大癋見 |
| 癋見類           | 小癋見             |      | 大癋見が天狗魔障を表すのに対し、小癋見は地獄の鬼神である。目は小さく鋭く、大癋見のような滑稽味はない。『野守』『鵜飼』『昭君』などに用いられる。『鍾馗』『皇帝』の鍾馗にも用いられる。『申楽談儀』に、世阿弥が『鵜飼』でかけたことが記されている。 画像の面は東京国立博物館蔵（金春家伝来）、江戸時代（18世紀）、重要文化財 |
| 癋見類           | 長霊癋見           |      | 怪盗熊坂長範が登場する『熊坂』『烏帽子折』の専用面であり、長範の霊ということから長霊癋見と名付けられた。丸く大きな目や、眉の付け根が下がった様子から、滑稽さが強調されている。 画像の面は東京国立博物館蔵（金春家伝来）、江戸時代（17世紀）、「天下一近江」焼印、重要文化財 |
| 飛出類           | 大飛出             |      | 威風堂々とした神の面であり、全面金泥彩色で、目に鍍金銅板がはめられている。『国栖』『嵐山』『賀茂』などの後シテに用いられる。世阿弥の芸談をまとめた『申楽談儀』に、「飛出は、菅丞相の柘榴くわつと吐き給へる所を打つ」とある。 大飛出 |
| 飛出類           | 小飛出             |      | 伝書には「小飛出竜神の面なり」とある。『小鍛冶』などに用いられる。 |
| 飛出類           | 猿飛出             |      | 小飛出を猿に似せた面である。『小鍛冶』の稲荷明神の使者、『殺生石』『鵺』の鬼に用いられる。 猿飛出 |
| 飛出類           | 黒髭               |      | 竜神の面である。『竹生島』『春日竜神』などの竜神に用いられる。突き出した下顎、しかめっ面、鋭い眼光などが、竜を想起させる。黄土色の肌を持つものが多いが、顔全体に金泥を施した泥黒髭もあり、黒髭より高い品格を持つ。 黒髭 画像の面は東京国立博物館蔵（金春家伝来）、安土桃山時代（16世紀）、重要文化財 |
| 顰類             | 顰                 |      | しかみ（獅噛）とは、獅子が上下の歯で物を噛んだ様子をいうとされる。伝書には「観世の鬼の面也。両の歯を合する故名付る」とある。『羅生門』『紅葉狩』『土蜘蛛』『舎利』などの鬼に用いられる。邪悪な鬼の姿である。 顰 |
| 顰類             | 獅子口（大獅子）   |      | 『石橋』の専用面である。文殊菩薩に仕える霊獣である獅子が舞う祝言能であり、鍍金銅板をはめた目と口の牙が迫力を表している。 画像の面は東京国立博物館蔵（上杉家伝来）、江戸時代（18世紀） |
| 野干類           | 野干               |      | 『殺生石』の後シテ（野干という狐）に用いられる。2本の角が生えかかり、怪異だが優美な雰囲気も持つ。 |
| 仏面             |                    |      | |
| 天神類           | 天神               |      | 天満大自在天神菅原道真を表す。『舎利』『大会』のツレ（帝釈天）に用いられる。『申楽談儀』には、天神の面は観阿弥の代から伝わるものと記されている。 画像の面は東京国立博物館蔵（上杉家伝来）、江戸時代（18世紀）、「福来作」銘 |
| 天神類           | 大天神             |      | 『金札』『淡路』『絵馬』に用いられる。 画像の面は東京国立博物館蔵（金春家伝来）、室町時代（15世紀）、重要文化財 |
| 明王類           | 不動               |      | 『調伏曽我』の後シテの不動明王などに用いられる。 不動 |
| 如来類           | 釈迦               |      | 『大会』の専用面であり、天狗が、大癋見の面の上に釈迦の面を着け、魔力によって釈迦説法の様子を見せるが、帝釈天によって術が破られ、釈迦の面を外すと元の天狗に戻る。 |